# Adolfína Tačová
Adolfína Tačová, provdaná Tkačíková (* 19. dubna 1939, Petřkovice) je bývalá česká sportovní gymnastka, reprezentantka Československa a držitelka stříbrné medaile v soutěži družstev žen z LOH 1960 a LOH 1964.

## Kariéra
Gymnastice se věnovala od žákovských let. V patnácti letech se stala členkou gymnastického oddílu Baníku Ostrava, kde ji vedl trenér Miroslav Kojdecký, a v něm se v roce 1957 propracovala do reprezentačního družstva a stala se vedle Evy Bosákové nebo Věry Čáslavské jeho důležitou a stabilní součástí. V jeho řadách vybojovala několik stříbrných medailí, např. na olympijských hrách 1960 v Římě a olympijských hrách 1964 v Tokiu a také na mistrovstvích světa v letech 1958 a 1962.
Mezi její individuální úspěchy patří čtvrté místo na přeskoku na olympiádě v Římě 1960 za třemi sovětskými soupeřkami Margaritou Nikolajevovou, Sofjou Muratovovou a Larisou Latyninovou. Právě v přeskoku vyhrála třikrát mistrovství Československa (1959 až 1962), v roce 1959 byla absolutní šampionkou v osmiboji.
V roce 1966 ji vyřadilo z reprezentace zranění Achillovy šlachy a o rok později aktivní kariéru ukončila. Vystudovala obor trenérství, věnovala se činnosti trenérky ve svém domovském oddílu Baník Ostrava a stala se i mezinárodní rozhodčí. V pokročilém věku navíc vyučovala akrobacii studenty herectví na ostravské konzervatoři, mj. Richarda Krajča, a to až do roku 2011.
V roce 2011 byla vyznamenána čestným titulem Sportovní legenda Ostravy.

## Rodinný život
Provdala se nedlouho před mistrovstvím světa 1962, později se rozvedla a vrátila ke svému dívčímu příjmení.